# 英国花园 (日内瓦)
英国花园（Jardin Anglais）是瑞士日内瓦的一个公园，位于日内瓦湖湖畔，建于1854年。1862年兴建勃朗峰桥（Pont du Mont-Blanc）时加以改建，形成目前的规模，占地25430平方米。
英国花园标志着居斯塔夫-阿多尔滨湖路（Quai Gustave-Ador）的起点。 
英国花园内有建于1869年的国家纪念碑（Le monument national）和花钟（L'horloge fleurie），以及一些喷泉雕塑

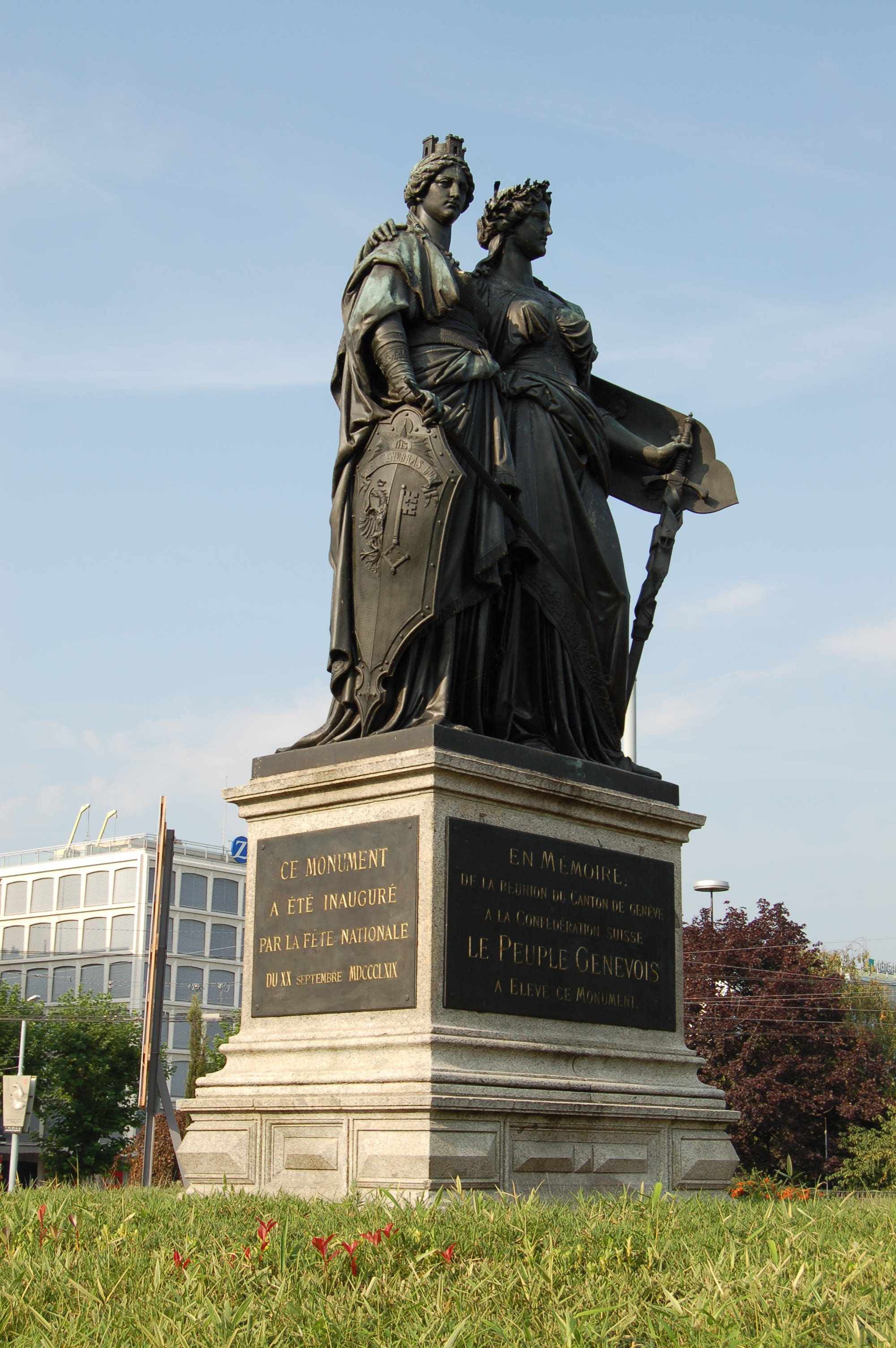
国家纪念碑
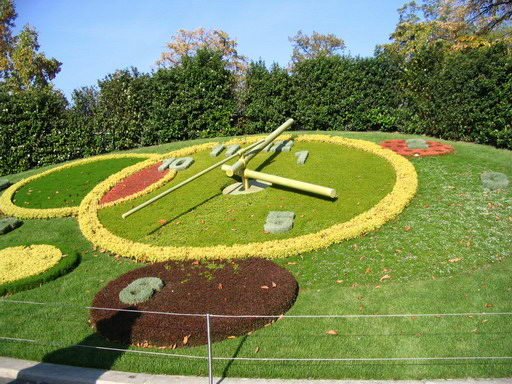
花钟
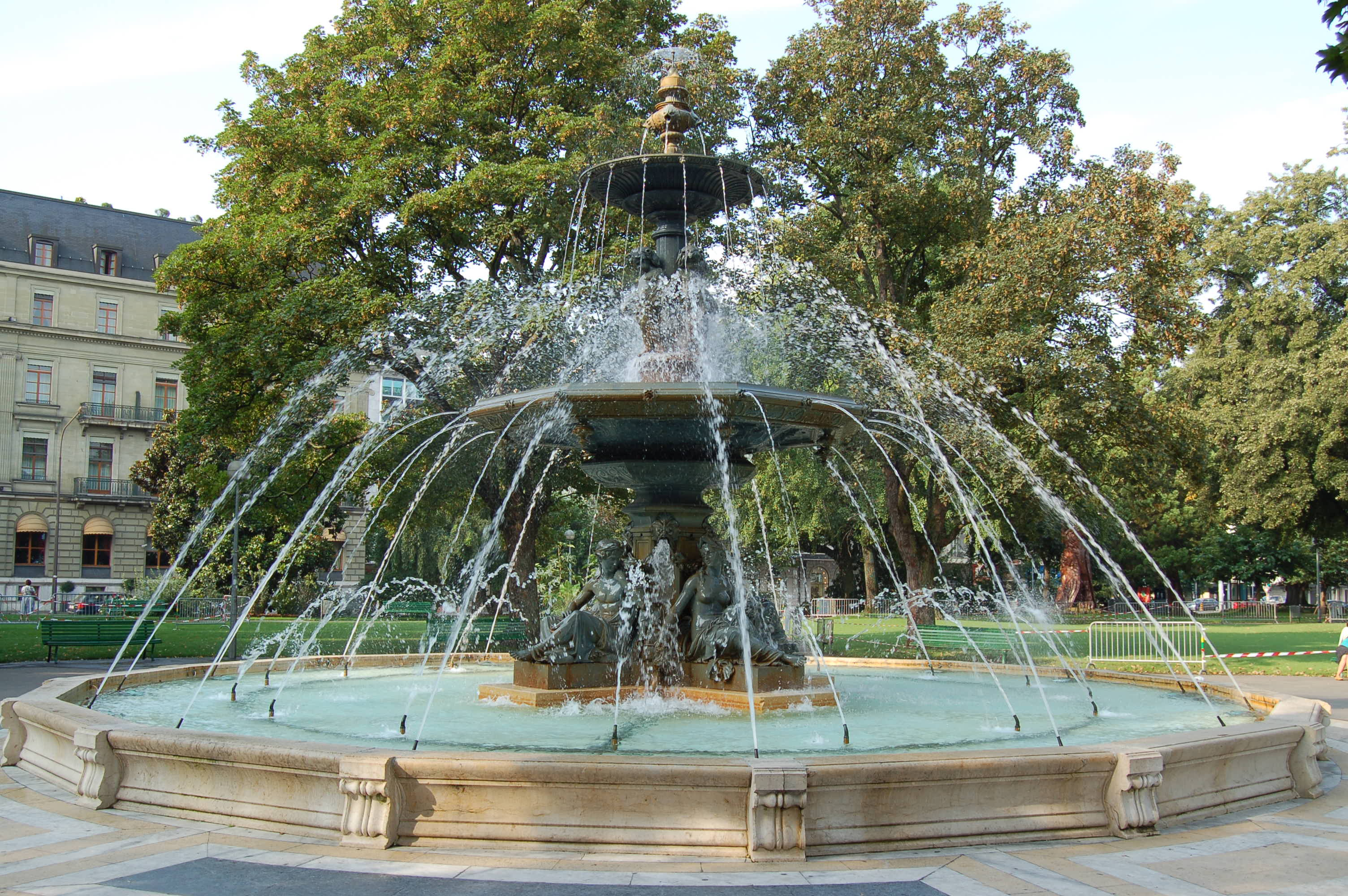
四季喷泉
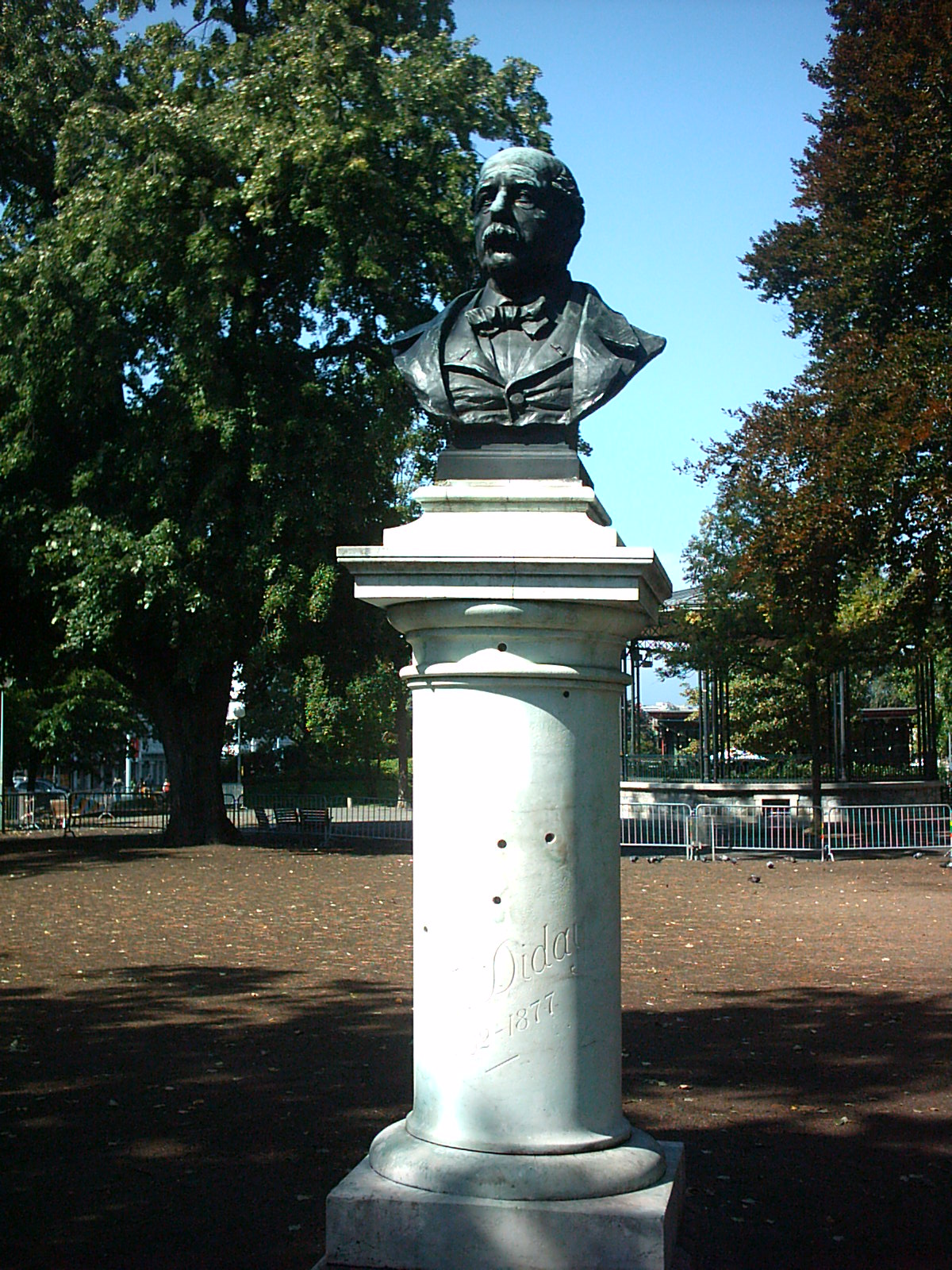